# Dermot Pius Farrell
Dermot Pius Farrell (Castletown-Geoghegan, 22 de novembro de 1954) é um prelado da Igreja Católica irlandês, arcebispo de Dublin.

## Biografia
Dermot Pius Farrell nasceu em 22 de novembro de 1954 em Castletown-Geoghegan, no Condado de Westmeath. Ele completou seus estudos de Teologia no St. Patrick's College em Maynooth, obtendo uma Licenciatura em Teologia Sagrada.
Foi ordenado padre em 7 de junho de 1980 pela Diocese de Meath. Após a ordenação, foi pastor assistente na Igreja da Catedral (1981-1985). Posteriormente, foi enviado a Roma, onde obteve o Doutorado em Teologia Dogmática na Pontifícia Universidade Gregoriana.
Retornando à sua terra natal, ele começou a ensinar Teologia Moral no St. Patrick's College em Maynooth, tornando-se seu vice-presidente (1993-1996) e presidente (1996-2007). Em 6 de junho de 2007 foi nomeado Prelado de Sua Santidade.
A partir de 2007 foi pároco de Dunboyne e, desde 2009, foi vigário-geral da Diocese de Meath.
Em 3 de janeiro de 2018 o Papa Francisco o nomeou bispo de Ossory, recebendo a consagração no dia 11 de março seguinte, na Catedral de Santa Maria de Kilkenny, pelas mãos de Diarmuid Martin, Arcebispo de Dublin, coadjuvado por Jude Thaddeus Okolo, núncio apostólico na Irlanda e por Michael Smith, bispo de Meath. Dentro da Conferência Episcopal Irlandesa, ele desempenha o papel de Secretário das Finanças e é membro do Comitê Permanente.
Em 29 de dezembro de 2020, foi promovido a arcebispo metropolitano de Dublin, pelo Papa Francisco.